# Замок у Новому Вісьничі
Магна́тський за́мок у Ново́му Ві́сьничі — середньовічний замок, розташований на лісистому пагорбі над річкою Лександрувка в околицях міста Новий Вісьнич (Малопольського воєводства). Готично-ренесансно-барокова будівля є квадратною в плані, має внутрішній дворик. По кутах розташовані чотири вежі. З північно-східного боку добудовано каплицю з криптою родини Любомирських, а з південно-східного — окремо розміщена так звана Кмітовка (пол. Kmitówka). Будівля оточена фортифікаційними бастіонами з в'їзною брамою початку XVII століття.
Одне з найкрасивіших поєднань оборонної й представницької архітектури з надзвичайно мальовничим краєвидом.

## Історія

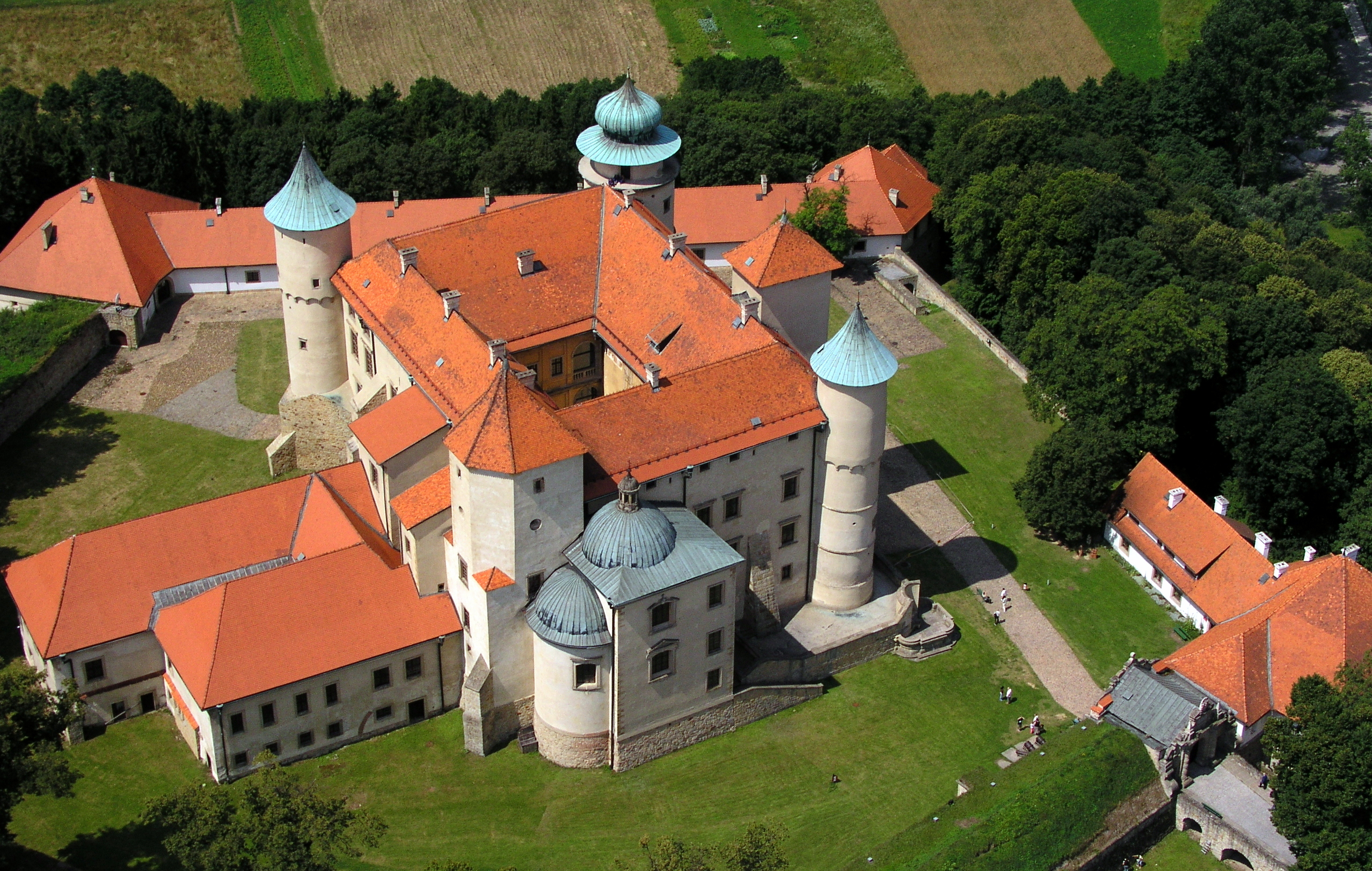
Новий Вісьнич, вигляд з висоти пташиного польоту

Цей замок був побудований, ймовірно, у другій половині XIV століття польським шляхтичем Яном Кмітою. Це була невелика фортеці з однією вежею, оточена палісадою. Його син — Петро Кміта перебудував замок у чотирикутний з трьома вежами.
1397 — перша згадка про замок в документах
I половина XVI ст. — представник роду Кмітів — Пйотр (V), маршалок великий коронний і воєвода краківський, значно розбудував замок, зробивши з нього магнатську резиденцію. Добудував один поверх та дві вежі, при ньому на фасадах будівель з'явились елементи в ренесансному стилі. Внутрішнє оздоблення поповнилось дорогими оздобами, меблями та образами
1553 — по смерті Пйотра Кміти його спадкоємцем стала родина Бажих
1593 — у зв'язку з неможливістю виплати боргу родина Бажих змушена продати замок Себастьянові Любомирському.
1613 — черговим власником замку став Станіслав Любомирський — краківський воєвода, відомий участю в битві під Хотином у 1621 році.
з 1615 — Любомирський почав довготривалу перебудову замку під керівництвом архітектора Андреа Спецці. Збудували в'їзну браму, каплицю, ложа на дитинці, будинок кухонний, званий Кмітувка, а існуючі вежі надбудували. Бібліотеку поповнили творами, колекції картин поповнились полотнами таких авторів, як Рафаель Санті, Альбрехт Дюрер, Тиціан.
1616 — при замку Любомирський заснував місто Новий Вісьнич, давній Вісьнич з тих пір став називатись Старим Вісьничем
1631 — черговою фундацією Любомирського був кляштор босих кармелітів, збудований неподалік замку
1649 — замок перейшов у спадок сину Станіслава Любомирського — Олександру
1655 — замок був без опору зданий шведам. Тут на деякий час зупинявся король Ян II Казимир, що тікав в Сілезію
1720 — в зв'язку з одруженням Маріанни Любомирської з Павлом Каролем Санґушко, замок став власністю Сангушків
1752 — замок знову повернувся у власність Любомирських, будучи викупленим Станіславом Любомирським з Ланьцута
1831 — велика пожежа знищила замок, відтоді він став руїною
1949 — розпочато реконструкцію замку, завдяки якій через кілька років замкові мури було повністю відновлено
2009 — замок остаточно перейшов у власність Ґміни Новий Вісьнич. Будівлю поступово заповнюють експонатами.

## Легенди
- Легенда про «пілотів». Це найвідоміша легенда, пов'язана зі створенням замку. Вона розповідає, що фортецю будували турки, або татари, які були взяті в полон під час битви під Хотином. Вони мали можливість пробувати втікати з замку за допомогою крил, які самі сконструювали, стартуючи з замкової гори. Ці «пілоти», однак, далеко не долітали, і місця, де вони падали позначені стовпцями. У перший стовпчик знаходиться у Вісьничі поряд з Ліцеєм техніки та мистецтва і походить з 1646 року, другий знаходиться у Копальнях поруч з дорогою і відноситься до 1654 року, третій — у Бохні (1762 рік); четвертий — у селі Ломня при дорозі до Ліпниці Мурованої (1747 рік).[3]